# Archiv für Christlich-Soziale Politik
Das Archiv für Christlich-Soziale Politik (ACSP) dient als Archiv für die CSU und ihr nahestehender Einrichtungen, Institutionen und Personen. Träger des Archiv ist die Hanns-Seidel-Stiftung.

## Bestände
Zu den über 4.000 laufenden Metern der Bestände gehören:
- 135 Nachlässe (unter anderem von Franz Josef Strauß)
- Registraturgut der CSU-Parteigremien (unter anderem Akten der CSU-Landesleitung)
- Unterlagen der Parlamentsfraktionen der CSU
- verschiedene Sammlungen (z. B. 6.250 Plakate, 1.000 Flugblätter, 30.000 Fotos, Druckschriften, 2.500 Filme und Videos, Tonbänder, Zeitungen, Redensammlungen)
- Sonderbereiche (unter anderem die Hanns-Seidel-Stiftung, der Adam-Stegerwald-Kreis, Unterlagen der  Bayerischen Volkspartei, Unterlagen der GB/BHE)

## Benutzung
Der Zugang ist für wissenschaftliche Forschung jedermann möglich und in Anlehnung an die allgemeinen gesetzlichen Bestimmungen und Fristen in der Benützungsordnung geregelt. 

## Standort
Lazarettstraße 33, 80636 München